# Kador (personnage)
Pour les articles homonymes, voir Kador.
Kador est un chien de fiction, qui a donné son nom à une série de bande dessinée du même nom, créé par Christian Binet.

## Caractéristiques du personnage
C'est un chien intelligent et intellectuel, voire philosophe, capable de lire Kant dans le texte.
Ses maîtres sont les Bidochon, qui se conduisent à son égard avec bêtise et méchanceté.

## Caractéristiques de la série
La série, au ton nettement humoristique, est entièrement en noir et blanc, sauf la couverture. Dans le premier album l'auteur est particulièrement minimaliste (et pratique le second degré) dans les décors puisque, fatigué de les dessiner, il note simplement le nom de l'objet devant être représenté.

## Volumes publiés
Quatre volumes ont été publiés chez Fluide glacial.

## Série dérivée
Binet décidera, après avoir publié les quatre premiers volumes consacrés à Kador et à ses maîtres, de créer une série dérivée consacrée exclusivement aux Bidochon.